# Gyllingen
Gyllingen är en sjö i Leksands kommun i Dalarna och ingår i Dalälvens huvudavrinningsområde. Sjön har en area på 0,52 kvadratkilometer och ligger 193 meter över havet. Sjön avvattnas av vattendraget Djurån (Skebergsån).

## Delavrinningsområde
Gyllingen ingår i det delavrinningsområde (672128-145069) som SMHI kallar för Utloppet av Gyllingen. Medelhöjden är 240 meter över havet och ytan är 5,27 kvadratkilometer. Räknas de 3 avrinningsområdena uppströms in blir den ackumulerade arean 52,94 kvadratkilometer. Djurån (Skebergsån) som avvattnar avrinningsområdet har biflödesordning 2, vilket innebär att vattnet flödar genom totalt 2 vattendrag innan det når havet efter 254 kilometer. Avrinningsområdet består mestadels av skog (79 procent). Avrinningsområdet har 0,52 kvadratkilometer vattenytor vilket ger det en sjöprocent på 9,8 procent.